# Conspiration de Babington

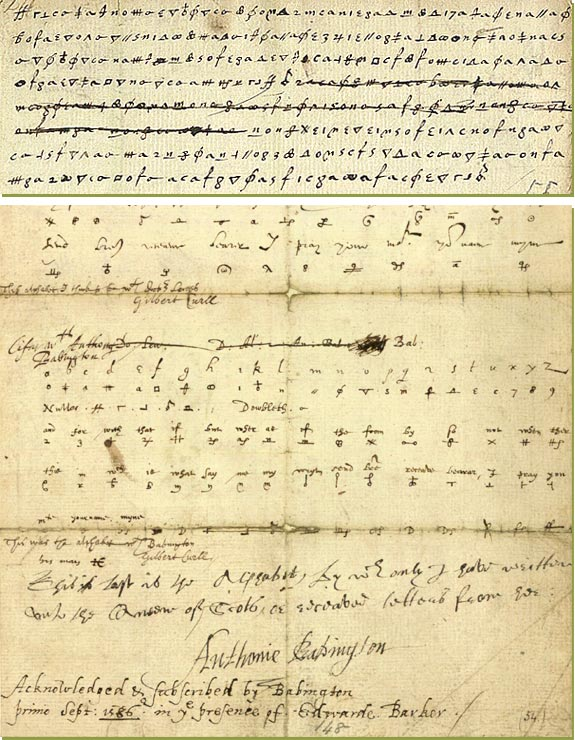
Post-scriptum ajouté sur une lettre de Mary Stuart à Anthony Babington, et à côté, le chiffrement utilisé par Babington

La conspiration de Babington (en anglais : Babington Plot), qui a lieu en 1586, est un complot catholique visant à assassiner la reine d'Angleterre Élisabeth Ire et à placer sur le trône la catholique Marie Stuart, reine d'Écosse jusqu'en 1567 et prisonnière en Angleterre depuis 1568. 
L'objectif à long terme était une invasion par les forces espagnoles du roi Philippe II et de la Ligue catholique de France, conduisant à la restauration de la religion catholique en Angleterre. 

## Contexte
- Abdication de Marie Stuart comme reine d'Écosse (1567) et emprisonnement en Angleterre (à partir de 1568)
- Insurrection des Pays-Bas contre Philippe II (à partir de 1568) ; création des Provinces-Unies (1581)
- Huitième guerre de religion en France (à partir de 1584) ; la Ligue catholique, alliée à l'Espagne contre le roi de France Henri III et contre le protestant Henri de Navarre, est dirigée par le duc Henri de Guise, apparenté à Marie Stuart, fille de Marie de Guise (1515-1560)
- Traité de Sans-Pareil entre l'Angleterre et les Provinces-Unies (1585) ; envoi de troupes anglaises aux Provinces-Unies (Robert Dudley)
- Préparation d'une expédition espagnole contre l'Angleterre (à partir de 1585)

## La conspiration
Les concepteurs de cette intrigue sont don Bernardino de Mendoza, ambassadeur d'Espagne à Paris, et le roi Philippe II à Madrid.
Le chef local des conspirateurs est Sir Anthony Babington (1561-1586), un jeune noble catholique. 
Mais dans l'ensemble, les nobles catholiques anglais restent pour la plupart fidèles à leur reine, bien qu'elle soit protestante, et refusent de suivre Babington.
Anthony Babington est arrêté et exécuté le 20 septembre 1586.

## Conséquences et suites
Cette affaire est le motif formel de la condamnation à mort de Marie Stuart, exécutée le 8 février 1587.
L'expédition espagnole a lieu en 1588, mais c'est un échec : la flotte, parvenue au large de Dunkerque, est entraînée en mer du Nord après la bataille de Gravelines et contrainte de revenir en Espagne sans qu'aucun débarquement soit possible. Elle reçoit par dérision le surnom d'« Invincible Armada ».
En 1603, le fils de Marie Stuart, Jacques, né en 1566, roi d'Écosse sous le nom de Jacques VI, devient roi d'Angleterre sous le nom de Jacques Ier. Protestant peu convaincu, il rétablit la paix avec l'Espagne (traité de Londres) et se heurte aux protestants radicaux d'Angleterre.